# 운송중학교
운송중학교(雲松中學校)는 부산광역시 해운대구 반송동에 있었던 공립 중학교이다.

## 학교 연혁
- 1992년 8월 3일 : 운송중학교 설립 인가
- 1994년 3월 5일 : 제1회 입학식 (남 217명, 여 205명 계 422명)
- 2018년 3월 1일 : 제12대 유치환 교장 취임
- 2019년 2월 11일 : 제23회 졸업(남 56명, 여 41명 계 97명)
- 2020년 2월 29일 : 폐교 및 반송중학교와 통합[1], 26년만에 폐업

## 참고 자료
- 운송중학교 - 한국교육학술정보원 학교알리미